# Marie von Geldern-Egmond
Marie von Geldern-Egmond, née le  4 février 1875 à Ansbach et morte le 8 avril 1970 à Munich, est une designeuse, illustratrice, brodeuse et styliste allemande. Elle crée des vêtements dans le style de la réforme allemande (de) et de nombreux meubles pour les Deutsche Werkstätten, ainsi que des modèles de papier peints et des broderies.

## Biographie
Antonia Feodora Marie Gräfin von Geldern-Egmond (ou Egmont) est née à Ansbach le 4 février 1875. Elle est la fille de Louise Luz (1846-1938) et du lieutenant-colonel royal bavarois Eugen Otto Ludwig Gottfried, comte de Geldern-Egmond (1849-1912). Elle a une sœur cadette, Bertha Mathilde Erika Elsa von Gelern-Egmond et une sœur jumelle, la peintre Mathilde Elisabeth Luise Henriette von Geldern-Egmond (1875-1954).
Marie von Geldern-Egmond étudie à l'Académie des femmes de l'Association des femmes artistes de Munich auprès du peintre Maximilian Dasio (de). Plus tard, elle étudie et travaille à Berlin, dans l'atelier du peintre et artisan Paul Schultze-Naumburg. Elle est alors déjà connue pour son travail textile notamment la broderie mais aussi des créations dans le style de la mode réformée (de) qui propose des vêtements permettant le mouvement du corps. Elle s'oriente ensuite vers la décoration d'intérieur et l'ameublement,,.
En 1902, elle travaille comme styliste pour le grand magasin Gerson (de) de Berlin et comme créatrice de meubles et d'intérieurs pour les Deutsche Werkstätten Hellerau,. Les meubles de Marie von Geldern-Egmond présentées à l'exposition de 1903/04 des Ateliers d'artisanat de Dresde, marquent une rupture avec les tendances historicistes et les influences de l'Art nouveau par leur clarté et leur rigueur.
Marie von Geldern-Egmond épouse le marchand Max Mezger le 28 juin 1904, et porte alors le double nom de famille Mezger-Geldern. Jusqu'à leur divorce en 1918, le couple change fréquemment de lieu de résidence et voyage beaucoup. Leur fille naît à Madagascar en 1905. Après le divorce, Marie von Geldern-Egmond obtient la garde de sa fille et reprend son nom Geldern-Egmond.
Entre 1908 et 1910, la famille vit à Saint-Cloud, près de Paris. À cette époque, Marie Mezger-Geldern travaille depuis son appartement pour divers clients en Allemagne, comme le cabinet d'architectes Paul Würzler-Klopsch à Leipzig, pour lequel elle dessine des meubles et des intérieurs. En 1910, elle crée des papiers peints pour enfants pour la maison d'édition berlinoise Hollerbaum & Schmidt. On lui doit, entre autres, les lithographies Kleine Strassenmusikanten, 7 "blinde Kuh" spielende Kinder, Kinder mit Spielzeug Hase et 7 ballspielende Kinder. Elle continue à travailler pour le Kaufhaus Renner (de) de Dresde et le fondateur des ateliers Karl Schmidt Hellerau (de), qui vendent des robes de style réformiste.
De 1910 à 1913, Marie Mezger-Geldern vit à Dresde-Hellerau. Elle crée des meubles, des broderies, des vêtements pour enfants et des robes réformistes.
Pour les Deutsche Werkstätten, elle conçoit aussi bien des meubles artisanaux qu'une gamme de meubles fabriqués à la machine pour le programme Das Deutsche Hausgerät (Les Appareils Électroménagers Allemands). Son nom et celui d'autres artistes figurent régulièrement dans les catalogues et les listes de prix des Deutsche Werkstätten, ce qui est peu courant pour les hommes du secteur et encore moins pour les femmes. Marie Mezger-Geldern est rémunérée au même titre que ses collègues masculins de cette entreprise. De même que des créatrices telles que Gertrud Kleinhempel et Margarete Junge, elle contribue largement au succès des Deutsche Werkstätten.
Marie von Geldern-Egmond est membre du Deutscher Werkbund et du Bund Niederdeutscher Künstlerinnen (Association des femmes artistes de Basse-Allemagne), fondée par Ida Dehmel en 1913 et incorporée au GEDOK en 1926. Elle présente ses œuvres dans des expositions d'art et d'artisanat et dans des revues d'art contemporain.
En 1916, elle crée sa propre entreprise. Pendant la guerre, ses créations de meubles ne prospèrent pas et elle tire son principal revenu du textile. En 1921, un an après son mariage avec l'affichiste Karl Maria Stadler (de) (1888-1943), elle radie son entreprise. En 1928, elle divorce et ré-enregistre une entreprise de production d'objets d'art, d'artisanat et de mode.
Marie von Geldern-Egmond  décède à Munich le 8 avril 1970.

## Expositions (sélection)
- 1900 : Moderne Kunst-Stickereien (Broderie d'art moderne) au Grand Office central du commerce de Darmstadt[9]
- 1902 : Expositions de costumes à Berlin et à Wiesbaden[10]
- 1902 : Die Austellung der neuen Frauentracht (Exposition du nouveau costume féminin), Hohenzollern-Kunstgewerbehaus, Berlin[11]
- 1903 : Exposition d'hiver des ateliers d'artisanat d'art de Dresde Schmidt & Müller, Dresde[12]
- 2018-2019 : Gegen die Unsichtbarkeit.Designerinnen der Deutschen Werkstätten Hellerau 1898 bis 1938, Musée des arts décoratifs de  Dresde[13],[14]

## Œuvres
- 1900 : Couverture de livre brodée[15]
- 1902 : Robe d'intérieur[10]
- 1902 : Tenue de soirée
- 1902 : Meuble de coin en bois d'acajou rouge[16]
- 1902 : Cabinet en bois d'érable clair[16]
- 1902 : Partie d'une chambre. Meuble-lavabo en érable blanc poli[16]
- 1902 : Cabinet en merisier poli[2]
- 1902 : Horloge de parquet en merisier poli[2]
- 1902 : Partie d'un fumoir et salle de jeux
- 1903 : Projet de cheminée[17]
- 1903 : Salle à manger en acajou teinté[18]
- 1908 : Tenue de soirée
- 1908 : Salon de l'épouse du metteur en scène de théâtre Robert Volkner à Leipzig
- 1908 : Parvis d'un appartement à Leipzig, Paul Würzler-Klopsch et Marie Comtesse de Geldern-Egmond,
- 1909 : Vitrine dans les toilettes pour dames de Mme V. Bois de citronnier avec garnitures dorées au feu (attribué accidentellement à l'architecte P. Würzeler-Klopsch)
- 1909 : Bureau et fauteuil des toilettes des dames (attribué par erreur à l'architecte P. Würzeler-Klopsch)